# Stefan Beinlich
Stefan Beinlich (født 13. januar 1972) i Østberlin, Østtyskland er en tysk tidligere fodboldspiller (central midtbane). 
Beinlich spillede fem kampe for Tysklands landshold, som han debuterede for i en venskabskamp mod Malta 2. september 1998. Han deltog også i to kvalifikationskampe til EM 2000 i Holland og Belgien, men blev dog ikke udtaget til selve slutrunden.
På klubplan tilbragte Beinlich størstedelen af sin karriere i hjemlandet, hvor han repræsenterede blandt andet Hansa Rostock, Hertha Berlin og Hamburger SV, ligesom han spillede i den engelske Premier League for Aston Villa.

## Titler
DFL-Ligapokal
- 2001 med Hertha Berlin
- 2003 med Hamburger SV

UEFA Intertoto Cup
- 2005 med Hamburger SV